# Eupithecia niveifascia
Eupithecia niveifascia är en fjärilsart som beskrevs av George Duryea Hulst 1898. Eupithecia niveifascia ingår i släktet Eupithecia och familjen mätare. Inga underarter finns listade i Catalogue of Life.